# Вовчків (Вишгородський район)
Вовчкі́в — село в Україні, у Поліській селищній територіальній громаді Вишгородського району Київської області. Населення становить 440 осіб.

## Історія
Вовчків — дуже давнє поселення. Лаврентій Похилевич писав, що за словами мешканців, Вовчків колись були містечком, що лежало за 2 версти від теперішнього. У 1860-х роках у тому місці зберігалися окопи та насипи, виткопувалася стара цегла та кістки. За переказами, це містечко зруйнували татари. У XVII ст. Вовчків належав митрополичій кафедрі Софійського собору та з прилученням 1686 року Правобережжя до Польщі село відібране у митрополичої кафедри.

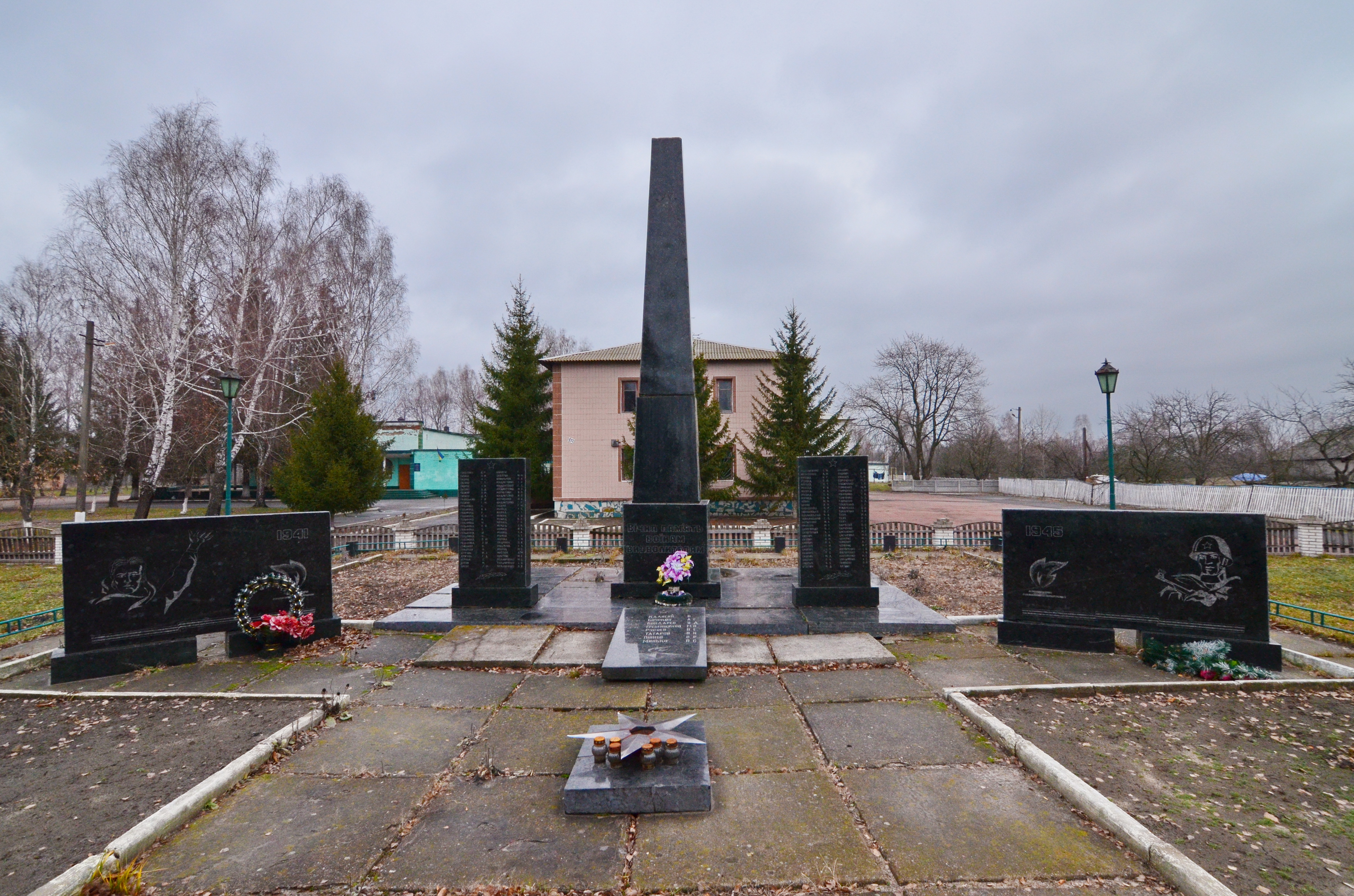
Пам'ятник воїнам-односельцям, які загинули в роки Другої світової війни

1783 року власником села був Францишек Вовчкович Олізар, з початку ХІХ ст. — його син Нарциз, а пізніше село придбав Єгор Матвійович Міцкевич. Станом на 1864 рік селом володіли нащадки Міцкевича. Вовчків тоді був резиденцією Вовчківського маєтку, до якого, окрім Вовчкова, належали села Кресятичі, Левковичі, Термахівка та Шкнева. Населення села становило 925 осіб — 820 православних, 80 католиків та 25 євреїв.
1900 року власником Вовчкова був дворянин Андрій Миколайович Гіжицький. Село налічувало 294 двори, мало населення 1600 осіб. У селі були православна церква, каплиця, церковно-парафіяльна школа, паровий млин, лісопильня, 3 вітряки, 3 кузні, 4 бакалійних лавки та винна лавка.
З лютого по квітень 2022 року село було окуповане російськими військами внаслідок вторгнення 2022 року.

## Історія церкви
Коли було засновано першу церкву у Вовчкові невідомо. Як писав Лаврентій Похилевич: "При візиті 1783 року 90-річний старець, вовчківський мешканець Андрій Тумченко стверджував, що за його пам'яті була церква у Вовчкові «структури мізерної, котра стояла близько 70 літ»". Тобто можна припустити, що перший храм у Вовчкові був невеличкий і був збудований десь у середині XVII століття.
Наступну церкву було збудовано 1746 року, але 1766 року вона згоріла. 1773 року було збудовано нову церкву Різдва Пресвятої Богородиці. Початково це був хрестовий 5-верхий храм, однак після ремонту 1833 року церква стала одноверхою. У церкві знаходилася ікона Казанської Божої Матері, яка вважалася мешканцями навколишніх сіл чудотворною. Церква була віднесена до 4-го класу, мала 68 десятин землі. До парафії належали села та хутори Амелін, Білосукнівка, Вересня, Залишани, Красилівка, Нивка, Олізарівка, Сидоровичі, Сидоровицька Рудня, Шкнева..
1877 року було збудовано нову церкву Різдва Пресвятої Богородиці, яка й сьогодні прикрашає собою Вовчків та є єдиним збереженим старовинним храмом в усьому Поліському районі.
Храм було збудовано частково коштом казни, частково коштом парафії. 1882 року до парафії храму належали села та хутори Амелін, Білосукнівка, Вересня, Залишани, Нивка, Олізарівка, Шкнева. Кількість парафіян становила 1473 чоловіки та 1484 жінки.
1913 року кількість парафіян становила вже 2882 чоловіки та 2756 жінок. До парафії належали села Вересня, Вовчківська Буда, Воскова, Залишани, Марківка, Михлівщина, Олешня, Шкнева, хутори Алфер'єв Хутір, Калиновий Кущ, Криниця, Пухове, Романівка, Садок, Стовпне.
19 липня 2020 року, в результаті адміністративно-територіальної реформи та ліквідації Поліського району, село увійшло до складу новоутвореного Вишгородського району. 

## Населення

### Мова
Розподіл населення за рідною мовою за даними перепису 2001 року:
| Мова                | Кількість | Відсоток |
| ------------------- | --------- | -------- |
| українська          | 423       | 96.14%   |
| румунська           | 10        | 2.27%    |
| російська           | 4         | 0.91%    |
| білоруська          | 1         | 0.23%    |
| німецька            | 1         | 0.23%    |
| інші/не визначилися | 1         | 0.22%    |
| Усього              | 440       | 100%     |

## Постаті
- Чемерис Лідія Андріївна (нар. 1930) — заслужений вчитель УРСР, відмінник народної освіти УРСР.
- Кленц Володимир Броніславович (1948 — 2007) — письменник-гуморист, дитячий поет, пісняр, член Національної спілки письменників України. Закінчив десятирічку Вовчкова.